# Xiquets de l'Alster
La Colla castellera Xiquets de l'Alster van ser una colla castellera d'Hamburg, Alemanya creada el 2013 per iniciativa de l'Associació catalana el Pont Blau d'Hamburg. El nom és pel llac de l'Alster. El color de la seva camisa era el verd blavós fluix, tot i que també van dubtar entre el marró pel club de futbol Sankt Pauli i el vermell de l'escut d'Hamburg.
El 2014 van actuar a Dinamarca amb els Xiquets de Copenhaguen: a Helsingør i a Copenhaguen. El mateix any van col·laborar amb la campanya Catalans want to vote alçant un pilar a Berlín en col·laboració amb el Casal Català de Berlín en el marc del Larneval der Kulturen.
D'aquesta colla van sortir els Castellers de Berlin, creada el 2018. El maig del 2018 la colla estava formada per unes trenta persones. En algun punt entre 2018 i 2023 la colla va desaparèixer.